# Conseil international de la philosophie et des sciences humaines
Le Conseil international de la philosophie et des sciences humaines (CIPSH) est une organisation non gouvernementale au sein de l'UNESCO. Elle regroupe des centaines de sociétés savantes dans le domaine de la philosophie, des sciences humaines et sociales et de sujets connexes.
L'organisation a été fondé pour affirmer à nouveau l'importance des sciences humaines dans le contexte de l'après-guerre. Cette dimension internationale visait à promouvoir la collaboration scientifique au-delà des frontières nationales et favoriser le dialogue entre différentes disciplines.

## Membres
- Académie chinoise des sciences sociales (CASS)
- Asian New Humanities Network (ANHN)
- Association européenne des humanités pour la gestion culturelle intégrée des paysages (APHELEIA)
- Comité international permanent des linguistes (CIPL)
- Comité international des sciences historiques (CISH)
- Consortium of Humanities Centers and Institutes (CHCI)
- Division d'histoire des sciences et de la technologie de l'Union internationale d'histoire et de philosophie des sciences et de la technologie (DHST/UIHPST)
- Division de logique, méthodologie et philosophie des sciences et de la technologie de l'Union internationale d'histoire et de philosophie des sciences et de la technologie (DLMPST/UIHPST)
- European Consortium for Humanities Institutes and Centres (ECHIC)
- Fédération internationale des associations d'études classiques (FIEC)
- Fédération internationale des langues et littératures modernes (FILLM)
- Fédération internationale des sociétés de philosophie (FISP)
- International Association for Aesthetics (IAA)
- International Association for the History of Religions (IAHR)
- International Positive Psychology Association (IPPA)
- International Association for Promoting Geoethics (IAPG)
- International Union of Anthropological and Ethnological Sciences—World Anthropological Union (IUAES-WAU)
- Union académique internationale (UAI)
- Union géographique internationale (UGI)
- Union internationale des sciences préhistoriques et protohistoriques (UISPP)
- World Network for Linguistic Diversity (MAAYA)

## Présidents
- Jacques Rueff (1949-1955)
- Carsten Høeg (1955-1959)
- C. E. Odegaard (1959-1965)
- Silvio Zavala (1965-1971)
- Ronald Syme (1971-1975)
- Tatsuro Yamamoto (1975-1979)
- Stanley C. Aston (1979-1984)
- Jan Bialostocki (1984-1988)
- Stephen A. Wurm (1988-1992)
- Jean d'Ormesson (1992-1997)
- Julio Labastida (1997-2000)
- Madeline H. Caviness (2000-2004)
- InSuk Cha (2004-2008)
- Adama Samassekou (2008-2014)
- Chao Gejin (2014-2020)
- Luiz Oosterbeek (2020-)

## Secrétaires généraux
- Robert Fawtier (1949-1952)
- Ronald Syme (1952-1971)
- Jean d'Ormesson (1971-1992), après avoir été secrétaire général adjoint de 1952 à 1971[2]
- Annelise Gaborieau (1992-1994)
- Tilo Schabert (1995-1996)
- Jean Bingen (1996-1998)
- Maurice Aymard (1998-2014)
- Luiz Oosterbeek (2014-2020)
- Hsiung Ping-Chen (2020-)

## Publications
Le CIPSH publie la revue Diogène/Diogenes depuis 1953. À la différence des débuts de la revue, les éditions française et anglaise ne proposent plus un contenu identique. Les éditeurs actuels sont Nicole Albert et Sam Lieu,.